# نطنز

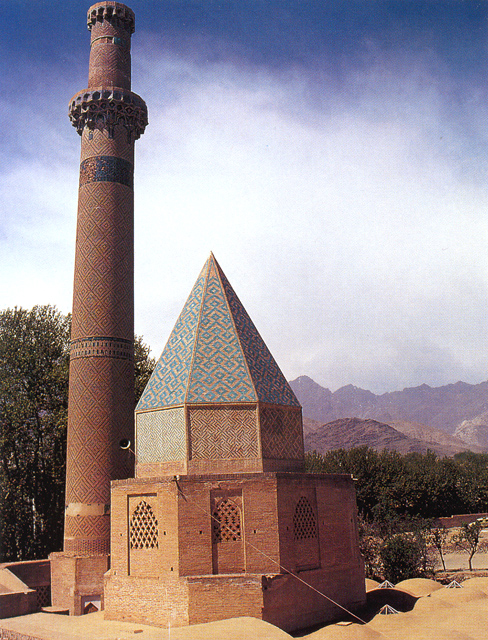
ضريح الشيخ عبد الصمد الأصفهاني في نطنز والذي يعود تاريخ بنائه إلى القرن الرابع عشر ميلاديا

نَطَنْز هي مدينة إيرانية تقع في محافظة أصفهان وسط إيران تبعد حوالي 70كم جنوب شرق مدينة كاشان. بلغ تعداد سكانها عام 1999 حوالي 39 ألف نسمة. تشتهر المناطق المحيطة بنطنز بالزراعة وخصوصاً زراعة الإجاص كما تطل على الدينة سلسة جبال كركس. تتميز نطنز بوجود العديد من المزارات الدينية ومن أشهرها مزار الشيخ عبد الصمد الأصفهاني أحد شيوخ الصوفية في القرن الرابع عشر. ذاع صيت المدينة مؤخراً بعد إنشاء منشأة نطنز النووية وهو أحد أهم منشآت إيران النووية والذي يبعد حوالي 30 كم عن المدينة.

## معرض صور

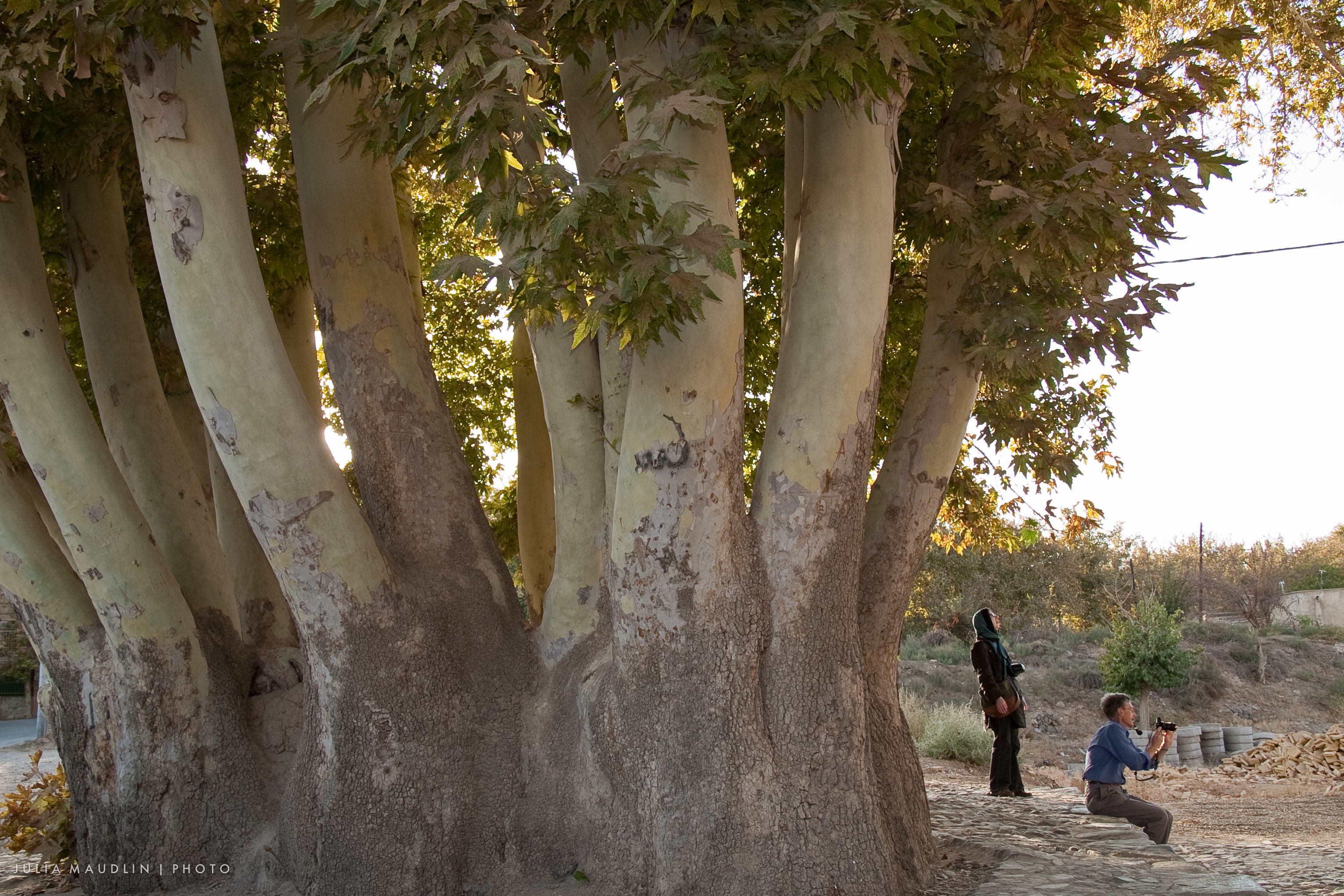
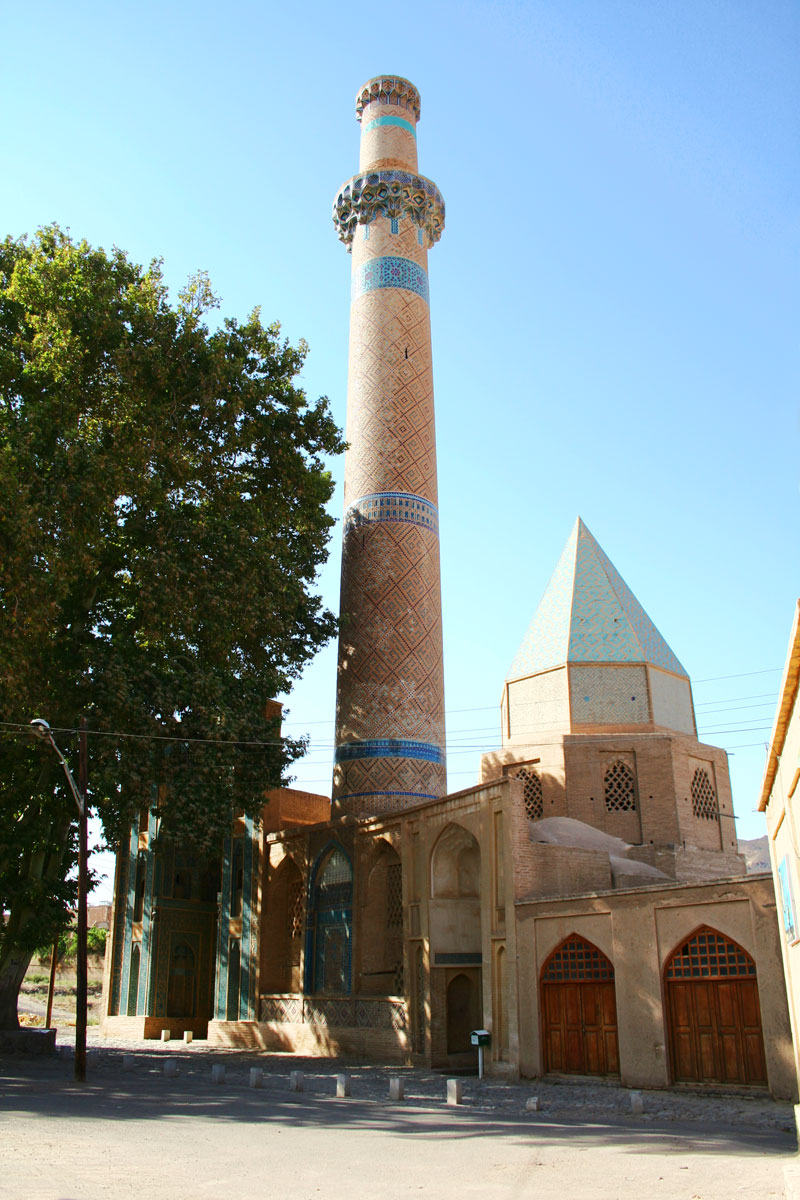
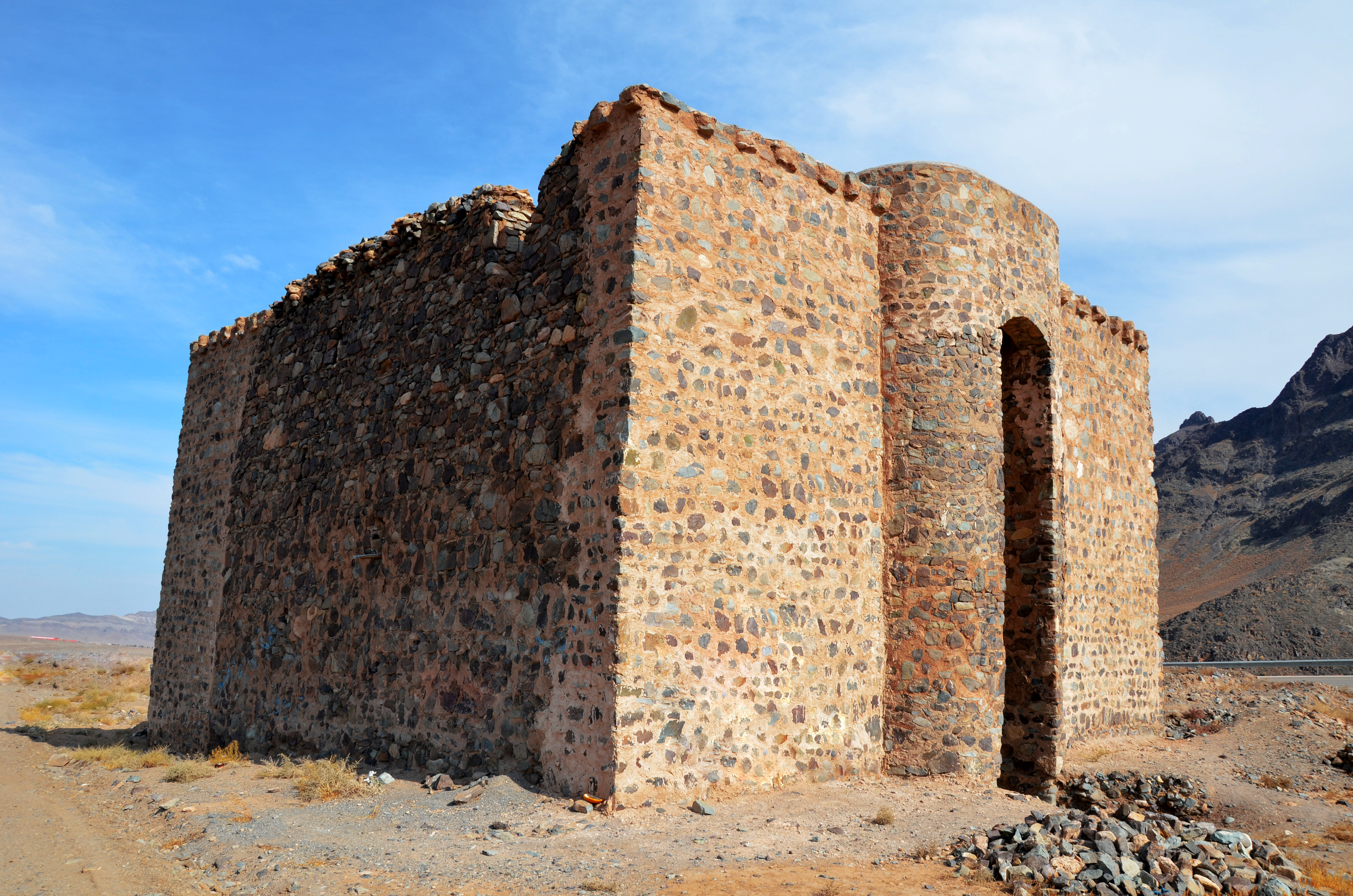